# 広河原逆川林道

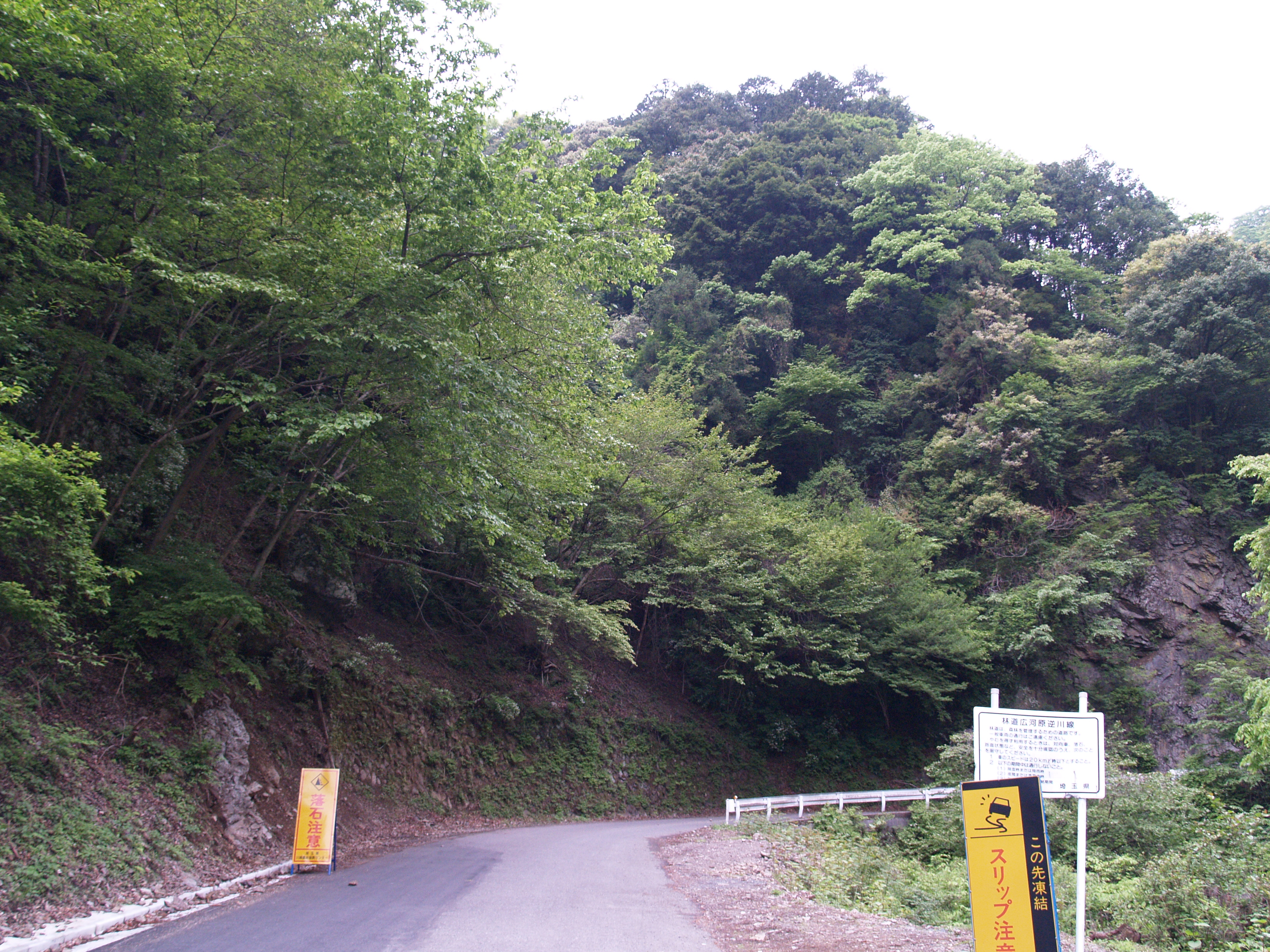
広河原逆川林道（2005年5月）

広河原逆川林道（ひろかわらさかさがわりんどう）は、埼玉県飯能市と秩父市を結ぶ林道（埼玉県森林管理道）である。

## 概要
飯能市下名栗と秩父市浦山を有間峠を越えて結ぶ全長22.7Kmの路線。途中に標高1,149mの有間峠がある。
飯能市側は有間ダム（名栗湖）の北岸を通る湖畔道路からさらに進み、途中有間林道との二股路に差し掛かりルートを右にとる。
秩父市側は浦山ダム（秩父さくら湖）湖畔を通る埼玉県道73号秩父上名栗線から分岐して広河原谷に沿って進む。こちらのルートには通行の制限はない。

## 規制
- 厳冬期の積雪時は冬季通行止め規制が不定期間あり。
- 飯能市側の名栗湖畔道路は「夜間二輪車通行禁止」と「夜間一般車通行禁止」の措置が取られている。

## 有間峠
- 2006年12月に、永らく名称がつけられていなかった標高1,149mの峠に「有間峠」の名が与えられ、「有間峠の碑」の完成記念式が行われた[1]。峠からは展望がよく、名栗湖や周辺の山々を望むことができる。